# Ariadna segestrioides
Ariadna segestrioides là một loài nhện trong họ Segestriidae.
Loài này thuộc chi Ariadna. Ariadna segestrioides được William Frederick Purcell miêu tả năm 1904.